# Flavio Pace
Flavio Pace (Monza, 29 luglio 1977) è un arcivescovo cattolico italiano, dal 23 febbraio 2024 arcivescovo titolare di Dolia e segretario del Dicastero per la promozione dell'unità dei cristiani.

## Biografia
È nato a Monza, in provincia e arcidiocesi di Milano, il 29 luglio 1977. Ha frequentato la parrocchia e l'oratorio del quartiere San Fruttuoso.

### Formazione e ministero sacerdotale
Dopo gli studi classici svolti presso il liceo "Bartolomeo Zucchi" a Monza, è entrato nel seminario arcivescovile di Milano nel 1996.
Il 29 settembre 2001 è stato ordinato diacono, nel seminario arcivescovile di Venegono Inferiore, dall'arcivescovo di Milano, il cardinale Carlo Maria Martini, che l'8 giugno 2002 lo ha ordinato anche presbitero, nella cattedrale di Milano.
Dopo l'ordinazione è stato nominato vicario parrocchiale ad Abbiategrasso, dove si è occupato della pastorale giovanile e ha insegnato religione cattolica nelle scuole statali; al contempo è stato cappellano presso l'hospice di Abbiategrasso.
Ha perfezionato poi i suoi studi, conseguendo la certificazione in islamistica presso il Pontificio Istituto di Studi Arabi e d'Islamistica a Roma nel 2010.
Trasferitosi a Roma nel 2011 presso il Pontificio seminario lombardo, dal 2012 è addetto alla segreteria della Congregazione per le Chiese orientali. È cappellano dell'Istituto "Teresa Grillo Michel" delle Piccole suore della Divina Provvidenza, dal 2014, e rettore della chiesa di San Biagio della Pagnotta a Roma, dal 2020 al 2024.
Il 20 gennaio 2020 papa Francesco lo ha nominato sottosegretario della Congregazione per le Chiese orientali.

### Ministero episcopale
Il 23 febbraio 2024 papa Francesco lo ha nominato segretario del Dicastero per la promozione dell'unità dei cristiani, promuovendolo contemporaneamente al rango di arcivescovo, assegnandogli la sede titolare di Dolia. Il 4 maggio seguente ha ricevuto l'ordinazione episcopale, nel duomo di Milano, dall'arcivescovo metropolita di Milano Mario Delpini, co-consacranti il cardinale Leonardo Sandri, prefetto emerito del Dicastero per le Chiese orientali, e il cardinale Kurt Koch, prefetto del Dicastero per la promozione dell'unità dei cristiani. Il giorno dopo ha celebrato la sua prima Messa nella chiesa di San Fruttuoso a Monza.

## Genealogia episcopale
La genealogia episcopale è:
- Cardinale Scipione Rebiba
- Cardinale Giulio Antonio Santori
- Cardinale Girolamo Bernerio, O.P.
- Arcivescovo Galeazzo Sanvitale
- Cardinale Ludovico Ludovisi
- Cardinale Luigi Caetani
- Cardinale Ulderico Carpegna
- Cardinale Paluzzo Paluzzi Altieri degli Albertoni
- Papa Benedetto XIII
- Papa Benedetto XIV
- Papa Clemente XIII
- Cardinale Enrico Benedetto Stuart
- Papa Leone XII
- Cardinale Chiarissimo Falconieri Mellini
- Cardinale Camillo Di Pietro
- Cardinale Mieczysław Halka Ledóchowski
- Cardinale Jan Maurycy Paweł Puzyna de Kosielsko
- Arcivescovo Józef Bilczewski
- Arcivescovo Bolesław Twardowski
- Arcivescovo Eugeniusz Baziak
- Papa Giovanni Paolo II
- Cardinale Carlo Maria Martini, S.I.
- Cardinale Dionigi Tettamanzi
- Arcivescovo Mario Delpini
- Arcivescovo Flavio Pace

## Araldica
| Stemma | Blasonatura | Descrizione |
| ------ | --- | --- |
|        | D'azzurro alla civetta d'oro, nimbata dello stesso, impugnante un ramo d'ulivo di verde e posata sulla roccia d'argento fondata in punta da cui sgorga un rivo ondoso d'azzurro discendente verso il basso; il tutto accompagnato nel cantone sinistro da una luna di rosso con al mento un crescente montante d'argento. | Nello stemma emerge l'immagine della roccia, simbolo di Cristo, la pietra scartata dai costruttori ma divenuta pietra angolare, dalla quale scaturisce l'acqua della salvezza. Al centro dello stemma spicca una civetta nimbata: questo simbolo classico della sapienza è stato reinterpretato in chiave cristiana. Il ramo d'ulivo, stretto dalla civetta, è simbolo della pace, richiamo al cognome dell'arcivescovo. Infine, la luna rimanda all'antico stemma del comune di Monza, città natale del prelato, e al mysterium lunae, un'immagine amata in particolare da Sant'Ambrogio, che paragonava la Chiesa alla luna: «Veramente come la luna è la Chiesa: […] non brilla di luce propria, ma riflette quella di Cristo» (Exameron, IV, 8, 32). Il motto adottato trae origine dall'inno di Sant'Ambrogio Deus creator omnium. Nell'ultima strofa, si trova una preghiera rivolta alla Trinità, tradotta in italiano con l'invocazione: "Riscalda con il tuo amore chi ti supplica". Il termine fovere porta con sé significati ricchi di immagini: non solo evoca calore e protezione, ma rimanda anche al gesto del "covare", come fa un uccello con le sue uova, per generare nuova vita. Questa simbologia si collega al linguaggio biblico: nel libro della Genesi, lo Spirito di Dio "cova" sulle acque. |